# Eileen Adelaide Bruce
Miss Eileen Adelaide Bruce  (1905 - 1954 ) fue una botánica taxónoma inglesa.
Se desempeñó como asistente y curadora del Real Jardín Botánico de Kew, falleciendo antes de su retiro. Trabajó extensamente sobre la flora de África, habiendo desarrollado investigaciones y exploraciones in situ en Sudáfrica de 1946 a 1952.

## Honores

### Epónimos
Numerosas especies se nombran en su honor:
- Brachystelma bruceae R.A.Dyer 1977
- Kniphofia bruceae (Codd ) Codd 1987
- Vernonia bruceae C.Jeffrey 1988

- La abreviatura «E.A.Bruce» se emplea para indicar a Eileen Adelaide Bruce como autoridad en la descripción y clasificación científica de los vegetales.[3]

## Fuente
- Desmond, R. 1994. Dictionary of British & Irish Botanists & Horticulturists includins Plant Collectors, Flower Painters & Garden Designers. Taylor & Francis & The Natural History Museum, Londres